# M’Banga
M’Banga (auch: Mbanga, Mbannga, N’Banga) ist eine Ortschaft in der Landgemeinde Namaro in Niger.

## Geographie
Die Ortschaft befindet sich rund 17 Kilometer südwestlich des Hauptorts Namaro der gleichnamigen Landgemeinde, die zum Departement Kollo in der Region Tillabéri gehört. Zu den Siedlungen in der näheren Umgebung von M’Banga zählen Bossia im Nordwesten und Larba Touloumbou im Norden.
M’Banga besteht aus dem Altort M’Banga, der großen Bergwerkssiedlung M’Banga Tchégotaray sowie den Weilern M’Banga Alzanna Bongou, M’Banga Bango Banda und M’Banga Gangano. Die Ortschaft ist Teil der Übergangszone zwischen Sahel und Sudan. Die durchschnittliche jährliche Niederschlagshöhe beträgt hier zwischen 400 und 500 mm.

## Geschichte
Der Altort M’Banga war ursprünglich ein Weiler von Ackerbauern. In den 1980er Jahren wurde damit begonnen, hier Gold zu gewinnen. Eine bedeutende Entwicklung durch sich niederlassende Goldsucher nahm M’Banga zu Beginn des 21. Jahrhunderts. Wie in der nahen Goldsuchersiedlung Komabangou wurde Kinderarbeit üblich. Besonders gefährlich war es, dass Kinder beim Goldwaschen Quecksilber ausgesetzt sein konnten. In den Jahren 2011, 2012 und 2014 kam es in M’Banga zu Cholera-Epidemien.
In der Nacht von 6. auf den 7. Juni 2021 wurden zwei chinesische Mitarbeiter einer Goldmine entführt. Sie wurden im Februar 2022 in Burkina Faso befreit. Zwei Mitglieder der nigrischen Nationalgarde, die die Goldabbaustätten bewachten, wurden am 23. Oktober 2022 von unbekannten Angreifern getötet. Das Armed Conflict Location and Event Data Project erfasste für das erste Quartal 2024 in der Region Tillabéri insgesamt 122 gewaltsame Konfliktfälle mit 394 Toten und nannte M’Banga unter den betroffenen Orten.

## Bevölkerung
Im Jahr 2016 wurde die Einwohnerzahl von M’Banga auf 5000 geschätzt. Bei der Volkszählung 2012 hatte die Ortschaft 1593 Einwohner, die in 486 Haushalten lebten. Bei der Volkszählung 2001 betrug die Einwohnerzahl 1535 in 190 Haushalten.
Die Bevölkerung ist sehr mobil und vielfältig. Es werden mehr als 15 Sprachen gesprochen.

## Wirtschaft und Infrastruktur
Die Goldabbaustätten befinden sich direkt neben den engen und verwinkelten Gassen mit den Wohnhäusern. Die Siedlung ist zugleich ein großer, unkontrollierter Markt mit internationaler Ausrichtung. Prostitution ist verbreitet. Die Kriminalität ist hoch. Es gibt mehrere Schulen in M’Banga. Die Gesundheitsversorgung, die hygienischen Bedingungen und die Straßen sind schlecht.